# Falls Road Railroad
Die Falls Road Railroad (AAR-reporting mark: FRRR) ist eine Class-3-local railroad-Bahngesellschaft im Nordwesten des US-Bundesstaats New York. Das Unternehmen der Genesee Valley Transportation (GVT) besitzt eine in Ost-West-Richtung durch die Counties Niagara, Orleans sowie Monroe verlaufende Strecke mit einer Gesamtlänge von 67,1 km und betreibt dort Schienengüterverkehr.

## Geschichte
Die 1834 als Lockport and Niagara Falls Railroad gegründete und 1850 umbenannte Rochester, Lockport and Niagara Falls Railroad eröffnete am 1. Juli 1852 eine in etwa parallel zum Eriekanal verlaufende Bahnstrecke zwischen Rochester und Lockport. Die Bahngesellschaft ging 1853 in die New York Central Railroad (NYC) auf, die die Bahnstrecke unter anderem für überregionale Verbindungen via Rochester nach Niagara Falls nutzte und die Bezeichnung Falls Road einführte. Der Personenverkehr wurde 1957 eingestellt, doch bestand weiterhin signifikanter Güterverkehr. Über Penn Central gelangte die Strecke 1976 zu Conrail. Conrail nutzte die Verbindung ab 1981 nur mehr für regionalen Güterverkehr und ließ 1994 die Gleise zwischen Brockport und Rochester abbauen.
1996 gründete die Genesee Valley Transportation Company (GVT), die zu diesem Zeitpunkt bereits mehrere andere local railroads in den Bundesstaaten New York und Pennsylvania betrieb, die Falls Road Railroad (FRRR) mit Sitz am GVT-Stammsitz Batavia. Die FRRR übernahm von Conrail anschließend am 24. Oktober 1996 den verbleibenden Streckenteil Lockport–Brockport mit dem lokalen Schienengüterverkehr. Das Unternehmen beschäftigt heute elf Mitarbeiter.

## Infrastruktur

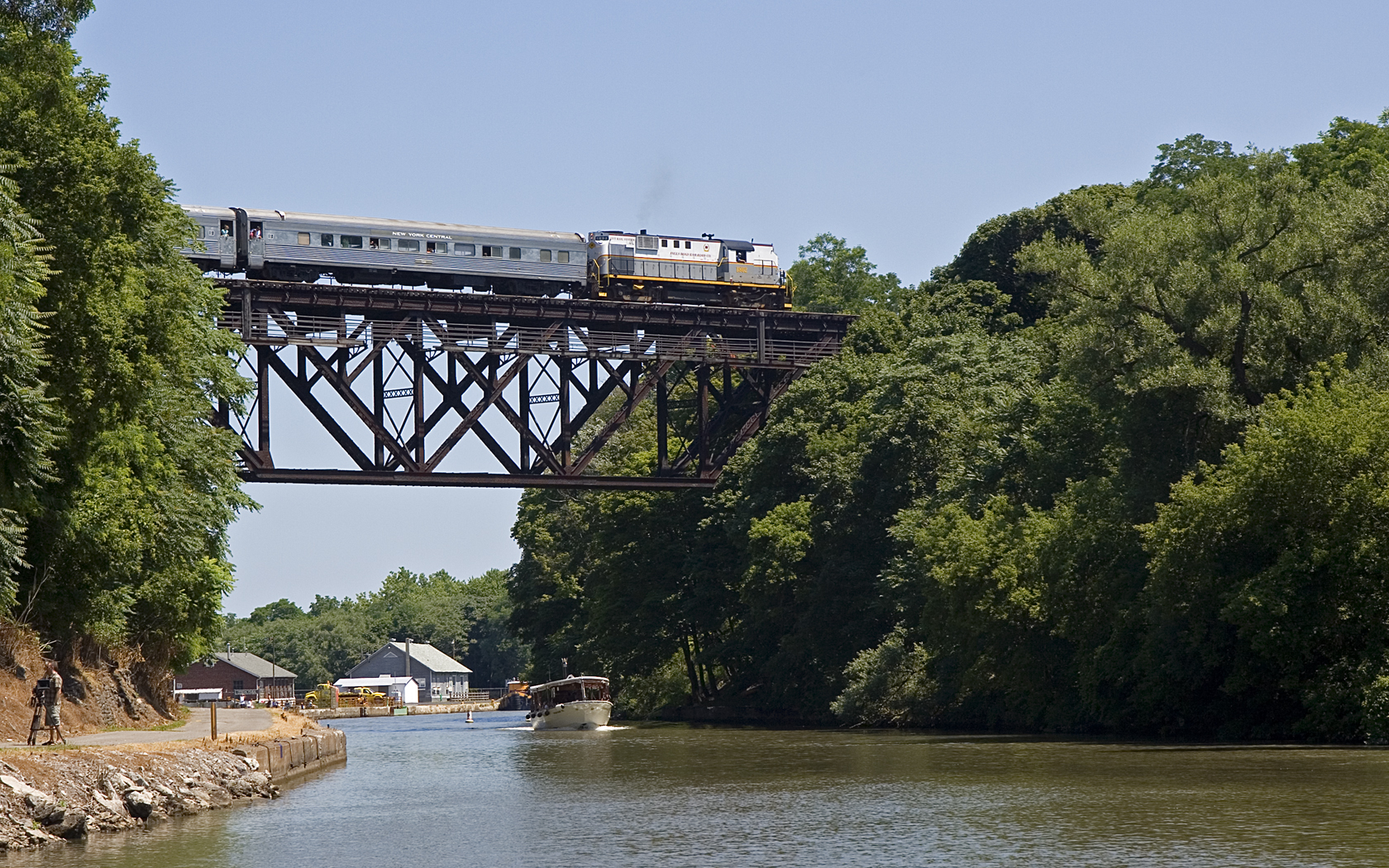
Brücke der Falls Road Railroad über den Eriekanal bei Lockport

Die Falls Road Railroad besitzt einen 67,01 km langen Streckenabschnitt von Lockport (Milepost 58,29 der NYC-Zählung) über Medina, Albion und Holley nach Brockport (Milepost 16,60 der NYC-Zählung). In Lockport besteht Übergang ins Netz der CSX Transportation. Die Strecke ist ohne größere Steigungen und mit großzügigen Radien trassiert. Größtes Ingenieurbauwerk der Strecke ist eine Stahlgitterbrücke über den Eriekanal nahe Lockport.
Ferner verfügt die Falls Road Railroad über Trackage Rights auf CSX-Infrastruktur, um den etwa 24 km westlich von Lockport gelegenen LV Niagara Yard der CSX in Niagara Falls zu erreichen. Der Wagentausch mit CSX erfolgt generell in Lockport; Niagara Falls wird von der Falls Road Railroad lediglich zur Zwischenabstellung leerer Güterwagen angefahren.
In Lockport betreibt die Falls Road Railroad ein kleines Depot.

## Verkehr
Der Güterverkehr der Falls Road Railroad umfasst vor allem Transporte von landwirtschaftlichen Produkten, verarbeiteten Nahrungsmitteln, Ethanol, Dünger und Pestiziden. Die Interessensvertretung Railroads of New York (RONY) beziffert das Aufkommen auf 2000 Güterwagen pro Jahr.
Güterzüge der Falls Road Railroad verkehren meist zweimal pro Woche. Ein Ethanolwerk in Medina wird zudem in unregelmäßigen Abständen durch Ganzzüge mit Mais aus dem Mittleren Westen versorgt, die auch auf Falls Road Railroad-Infrastruktur durch CSX-Lokomotiven bespannt werden.
In Zusammenarbeit mit regionalen Tourismus-/Museumsbahnen, etwa dem in Medina ansässigen Eisenbahnmuseum, werden gelegentlich Personenzugfahrten auf der Strecke der Falls Road Railroad angeboten.

## Fahrzeuge
Wie alle Bahngesellschaften der GVT setzt die Falls Road Railroad nahezu ausschließlich Diesellokomotiven des Herstellers American Locomotive Company (Alco) ein. Stammfahrzeuge sind je eine Maschine des Typs ALCO RS-11 und ALCO RS-32.